# Ella Toone
Ella Ann Toone (* 2. September 1999 in Tyldesley, Greater Manchester) ist eine englische Fußballspielerin. Die offensive Mittelfeldspielerin steht bis Mitte 2026 bei Manchester United unter Vertrag, wo sie auch ihre Karriere begann, und spielt seit 2021 für die englische Nationalmannschaft.

## Werdegang

### Vereine
Toone begann ihre Karriere im Manchester United’s centre of excellence, wechselte dann 2013 zum Drittligisten Blackburn Rovers, für den sie bis 2015 spielte. Danach wechselte sie zum Erstligisten Manchester City WFC. In ihrer ersten Saison kam sie dort aber nur zu einem 14-minütigen Kurzeinsatz im Liga-Pokal. In der Übergangssaison (Spring Series) hatte sie zwei Kurzeinsätze von insgesamt 23 Minuten und in der Saison 2017/18, die nun an den kontinentaleuropäischen Rhythmus angepasst war, kam sie zu drei Kurzeinsätzen von insgesamt 36 Minuten. Sie wechselte daraufhin zurück zum Manchester United WFC in die Zweite Liga. Hier trug sie mit 14 Toren, womit sie zu den vier zweitbesten Torschützinnen gehörte, zur Meisterschaft und Aufstieg in die Erste Liga bei. In der ersten Liga erzielte sie in 13 Spielen nur ein Tor, erreichte mit den Red Devils aber den vierten Platz. In der Saison 2020/21 erzielte sie neun Tore und lag damit zusammen mit der Dänin Pernille Harder auf dem siebten Platz der Torschützinnenliste. United erreichte wie zuvor und auch im folgenden Jahr den vierten Platz. In der Saison 2022/23 verpassten sie die Meisterschaft knapp, da am Ende zwei Punkte fehlten. In der Saison 2023/24 konnte Ella Toone beim 4:0 Endspiel-Sieg über Tottenham Hotspur ein Tor zum Gewinn des FA Women’s Cup beitragen.

### Nationalmannschaft
Im Oktober 2015 nahm sie mit der U-17-Mannschaft an der ersten Qualifikationsrunde zur U-17-Fußball-Europameisterschaft der Frauen 2016 teil. Sie kam in den drei Spielen zum Einsatz und erzielte beim Sieg gegen Kroatien nach Einwechslung die Tore zum 11:0 und 13:0-Endstand. Als Gruppensiegerinnen erreichten sie die Eliterunde im März, bei der sie in zwei Spielen eingesetzt wurde. Mit drei Siegen wurde die Endrunde im Mai in Belarus erreicht, wo sie im Spiel gegen die Gastgeberinnen den Torreigen zum 12:0-Sieg eröffnete. Zudem kam sie noch im Halbfinale zum Einsatz, das aber mit 3:4 gegen Deutschland verloren wurde. Als Dritte qualifizierten sich die Engländerinnen aber für die U-17-Fußball-Weltmeisterschaft der Frauen 2016 in Jordanien, wo sie zwei Kurzeinsätze im dritten Gruppenspiel gegen Brasilien (2:1) und der 0:3-Viertelfinalniederlage gegen Japan hatte.
Im Oktober 2017 kam sie in den drei Spielen der ersten Qualifikationsrunde zur U-19-Fußball-Europameisterschaft der Frauen 2018 zum Einsatz und erzielte dabei drei Tore. Als Gruppensiegerinnen erreichten sie die Eliterunde im April 2018 in der Slowakei. In den ersten beiden Gruppenspielen, die mit 4:1 gegen Israel und 6:0 gegen die Gastgeberinnen gewonnen wurden, erzielte sie jeweils ein Tor per Strafstoß. Durch eine 2:3-Niederlage gegen Deutschland im dritten Gruppenspiel verpassten sie aber die Endrunde. Es folgten Einsätze in den U-21- und U-23-Mannschaften, die aber nur Freundschaftsspiele bestritten.
Im September 2020 erhielt sie die erste Einladung zu einem Trainingscamp der A-Nationalmannschaft.  Ihren ersten Einsatz in der A-Elf hatte sie am 23. Februar 2021 im ersten Spiel unter Interimstrainerin Hege Riise gegen Nordirland als sie zur zweiten Halbzeit eingewechselt wurde und in der 75. Minute per Strafstoß mit ihrem ersten Tor für die Elf den 6:0-Endstand perfekt machte.  Im Mai 2021 wurde sie als Reservespielerin für das Team GB nominiert, das an den wegen der COVID-19-Pandemie um ein Jahr verschobenen Olympischen Spielen 2020 teilnahm. Da wegen der Pandemie auch die Reservespielerinnen am Turnier teilnehmen konnten, konnte sie eingesetzt werden, was aber nur in der Nachspielzeit beim 2:0-Sieg gegen Chile der Fall war.
Von der neuen Nationaltrainerin Sarina Wiegman wurde sie dann auch für die ersten Spiele der Qualifikation für die WM 2023 nominiert und kam dabei zu acht Einsätzen, in denen sie neun Tore erzielte. Am 17. Mai 2022 wurde sie für den vorläufigen EM-Kader benannt. Am 15. Juni wurde sie auch für den finalen Kader berücksichtigt. Toone wurde in allen sechs Spielen der Engländerinnen jeweils in der zweiten Halbzeit eingewechselt. Im Viertelfinale gegen Spanien erzielte sie den Ausgleich zum 1:1, der England in die Verlängerung brachte. Im mit 2:1 nach Verlängerung gewonnenen Endspiel gegen Deutschland erzielte sie sieben Minuten nach ihrer Einwechslung das 1:0.
Sie wurde auch in den letzten beiden Spielen der Qualifikation für die WM 2023 nach der EM eingesetzt und qualifizierte sich am 3. September mit ihrer Mannschaft durch einen 2:0-Sieg in Wiener Neustadt gegen Österreich für die WM-Endrunde. Im letzten Spiel erhöhte sie ihr Torkonto auf zehn und ist damit zusammen mit Ellen White zweitbeste Torschützin der Engländerinnen in der Qualifikation. Am 31. Mai 2023 wurde sie als eine von 23 Spielerinnen für die WM-Endrunde in Australien und Neuseeland nominiert. In diesem Turnier, bei dem die englische Mannschaft Zweite geworden ist, kam sie sechsmal zum Einsatz und erzielte im Halbfinale gegen Australien ein Tor.
Ella Toone stand auch im Kader der englischen Nationalmannschaft für die Europameisterschaft 2025 in der Schweiz, welche ihren Titel erfolgreich verteidigte. Sie kam in allen sechs Spielen zum Einsatz und erzielte zwei Tore.

## Erfolge
- Vizeweltmeisterin: 2023 (mit England)
- Europameisterin: 2022, 2025 (mit England)
- Englische Vizemeisterin: 2023
- Englische Pokalsiegerin: 2024
- Englische Zweitligameisterin 2018/19  (mit Manchester United)
- Arnold-Clark-Cup-Siegerin 2022 und 2023